# Fabryka Półprzewodników „Tewa”

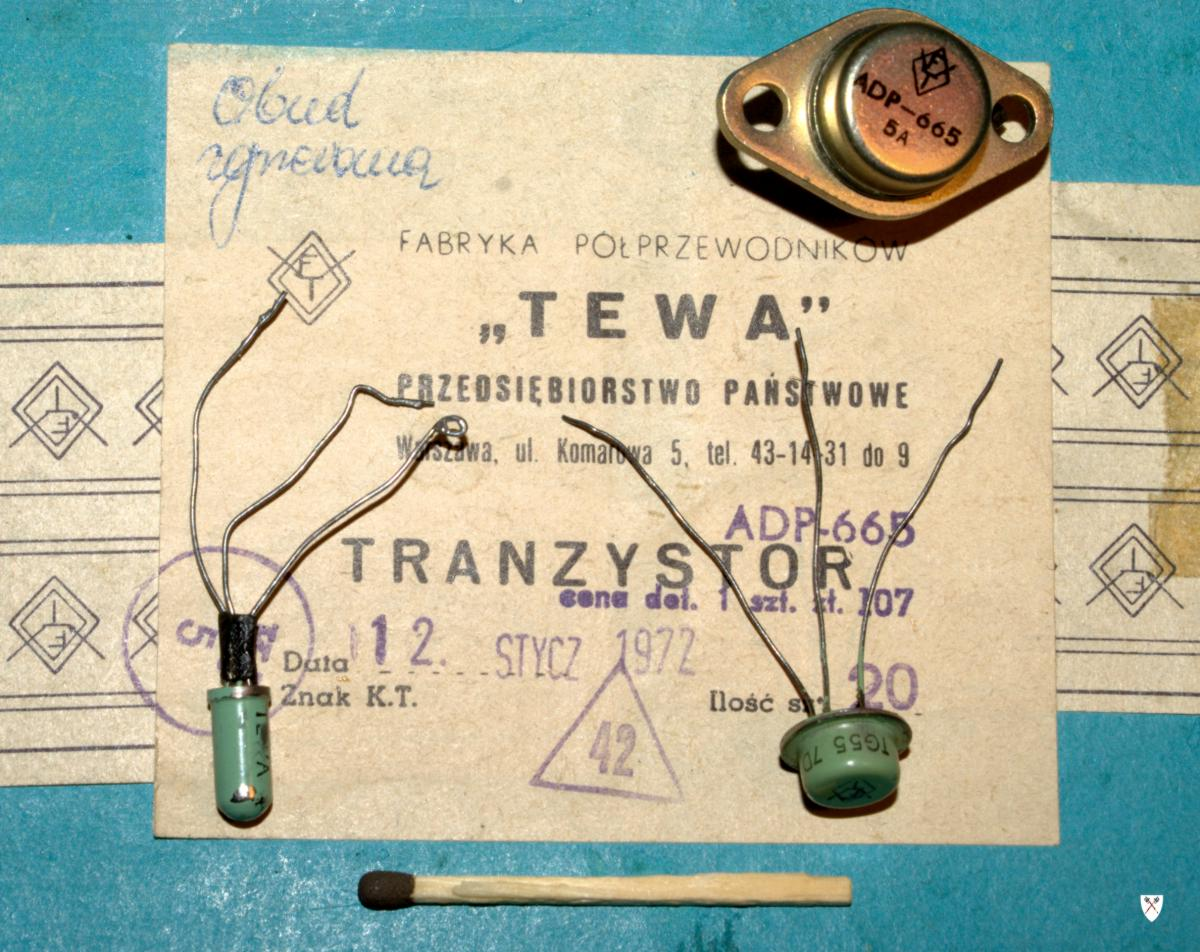
Germanowe tranzystory stopowe Tewy na tle opakowania:
seledynowe: małej mocy TG2 i średniej mocy TG55 z początku lat sześćdziesiątych,
oraz metalowy tranzystor dużej mocy ADP665 z 1972 r.

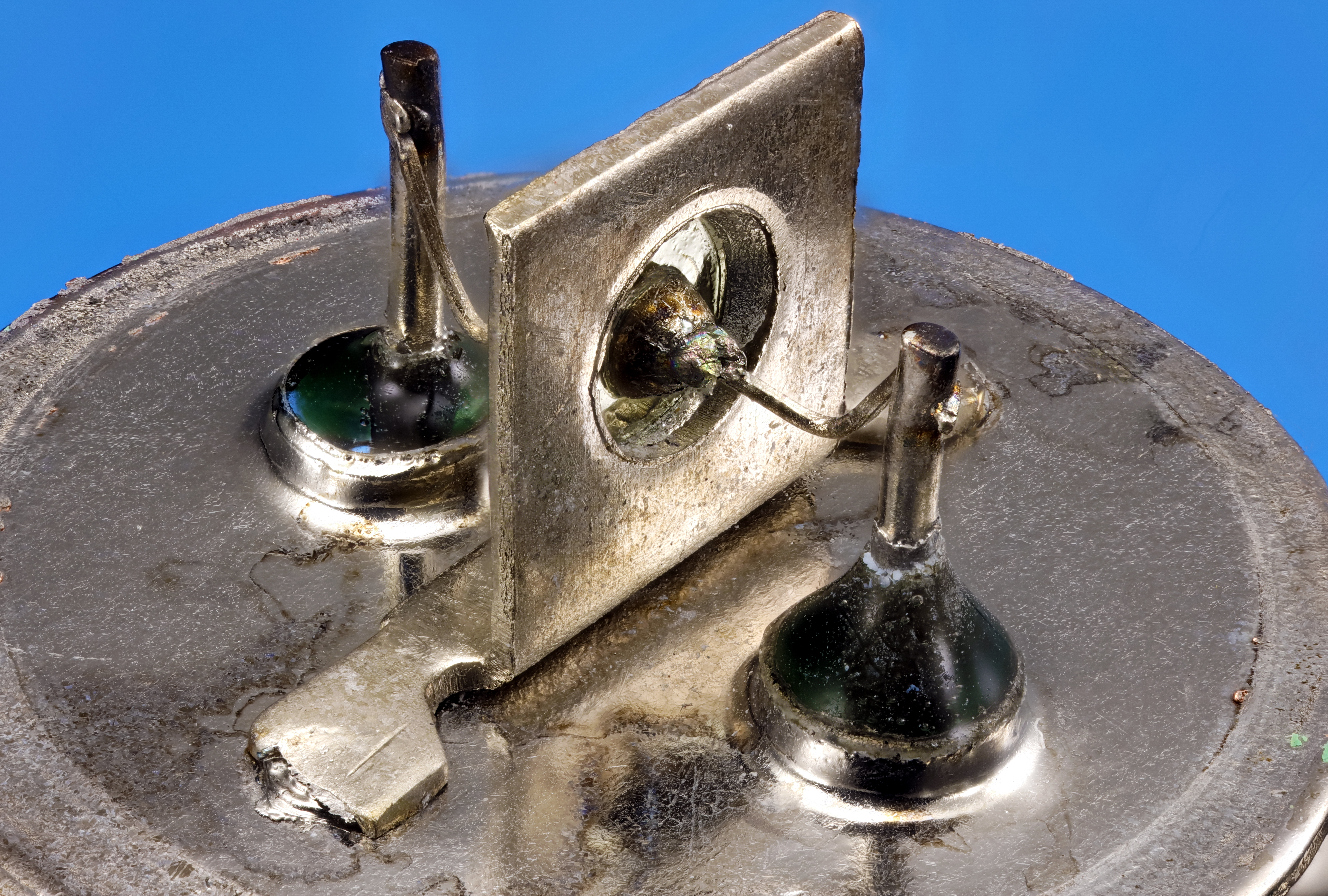
Germanowe tranzystory stopowe Tewy, średniej mocy TG51 z początku lat sześćdziesiątych.

Fabryka Półprzewodników „Tewa” – polskie przedsiębiorstwo produkujące półprzewodniki z siedzibą przy ul. Władimira Komarowa 5 w Warszawie.

## Opis
Zostało utworzone w 1958 r. w Warszawie na bazie ośrodka doświadczalnego półprzewodników resortu łączności. Wcześniej małoseryjną produkcję diod i tranzystorów prowadził również Zakład Doświadczalny Przemysłowego Instytutu Elektroniki, przekształcony w 1958 w „Zakład Produkcji Półprzewodników „Pewa””. W 1961 zakłady Pewa włączono do fabryki Tewa, koncentrując w niej praktycznie całość polskiej produkcji półprzewodników.
Na początku lat 60. uruchomiono w Tewie przemysłową produkcję stopowych tranzystorów germanowych małej częstotliwości TG1-5, średniej mocy TG50-55, dużej mocy TG70-72 i stopowo-dyfuzyjnych wielkiej częstotliwości TG37-40.
Produkcję krzemowych tranzystorów epitaksjalno-planarnych (a później układów scalonych małej skali integracji) rozpoczęto w pierwszej połowie lat 70. w oparciu o wyposażenie zakupione we francuskiej firmie SESCOSEM.
1 kwietnia 1970 r. Tewa została włączona, jako zakład produkcyjny, do nowo utworzonego CEMI (Naukowo-Produkcyjnego Centrum Półprzewodników).
W 1977 w Tewie rozpoczęto produkcję układów cyfrowych TTL średniej skali integracji. W roku 1975 rozpoczęto pracę nad układami MOSFET wielkiej skali integracji (LSI) i w 1976 wyprodukowano prototyp pierwszego układu (rejestr przesuwny). W 1982 uruchomiono produkcję klona 8-bitowego mikroprocesora Intel 8080, za co zespół pracowników Instytutu Technologii Elektronowej i Fabryki Półprzewodników Tewa otrzymał nagrodę „Mistrz Techniki 1982”.
Nazwą Tewa posługiwał się jeden z oddziałów Tewy, tj. Oddział/Zakład Produkcji Termistorów w Łęcznej k. Lublina. Po upadłości CEMI w 1994 r. sprywatyzowany zakład w Łęcznej nosił nazwę Tewa-Termico, obecnie Tewa Temperature Sensors Sp.z o.o. Zajmuje się produkcją termistorów NTC oraz precyzyjnych czujników temperatury.
W 2022 przedsiębiorstwo zostało zakupione przez amerykańskiego producenta elektroniki CTS Corporation za kwotę 24,5 mln USD.

## W kulturze
W „Tewie” kradł elektronik z piosenki Ale wkoło jest wesoło zespołu Perfect.